# Sur la route de la soie
Pour plus de détails, voir Fiche technique et Distribution.
Sur la route de la soie (敦煌, Tonkō) est un film japonais réalisé par Jun'ya Satō, sorti en 1988.

## Synopsis
En 1026, le prince Li Yuanhao enrôle de force les étudiants pour prendre le contrôle de la route de la soie. L'un de ces étudiants, Zhao Xingde, devient le favori du commandant. Alors qu'il pille une forteresse, il découvre Tsurpia, une princesse ouïghour dont il tombe amoureux.

## Fiche technique
- Titre : Sur la route de la soie
- Titre original : 敦煌 (Tonkō?)
- Réalisation : Jun'ya Satō
- Scénario : Yasushi Inoue, Jun'ya Satō et Takeshi Yoshida
- Musique : Masaru Satō
- Photographie : Akira Shiizuka
- Montage : Akira Suzuki (ja)
- Production : Kazuo Haruna, Atsushi Takeda et Yoshihiro Yûki
- Société de production : August 1st Film Studio, China Film Co-Production Corporation, Chinese National Liberation Army, Dentsu Music and Entertainment, Daiei Studios et Marubeni
- Pays de production :  Japon et  Chine
- Genre : Aventure, drame, historique, romance et guerre
- Durée : 143 minutes[1]
- Dates de sortie : 
  - Japon : 25 juin 1988[1]

## Distribution
- Toshiyuki Nishida : Zhu Wangli
- Kōichi Satō : Zhao Xingde
- Anna Nakagawa : Tsurpia
- Tsunehiko Watase : Li Yuanhao
- Takahiro Tamura : Tsao Yanhui
- Daijirō Harada : Weichi Kuang

## Distinctions
Le film a été nommé pour onze Japan Academy Prizes et en a reçu dix : meilleur film, meilleur réalisateur, meilleur acteur pour Toshiyuki Nishida, meilleure photographie, meilleures lumières, meilleur montage (partagé avec d'autres films), meilleure direction artistique, meilleur son, meilleur espoir pour Anna Nakagawa ainsi qu'un prix spécial pour le producteur Yasuyoshi Tokuma. Il était par ailleurs nommé pour la meilleure musique.